# Pintado
Luís Carlos de Oliveira Preto (17 september 1965), ook wel bekend onder de naam Pintado, is een voormalig Braziliaans voetballer.

## Carrière
Pintado speelde tussen 1989 en 1998 voor Bragantino, São Paulo, Cruz Azul, Santos en Cerezo Osaka.